# Gorden-Staupitz
Gorden-Staupitz és un municipi alemany que pertany a l'estat de Brandenburg. Forma part de l'Amt Plessa. Es troba aproximadament a 13 quilòmetres al nord-est d'Elsterwerda i 12 quilòmetres al sud de Finsterwalde a les carreteres 62 i 63 del parc natural Niederlausitzer Heidelandschaft.